# Hans Meier-Ott
Hans Meier (auch Meier-Ott; * 17. September 1920 in Niederurnen; † 13. Oktober 2008 ebenda) war ein Schweizer Unternehmer und Politiker (CVP).

## Biografie
Nach einer kaufmännischen Lehre wurde er Inhaber einer Firma für Alteisen und Metalle. Von 1947 bis 1968 war er Mitglied des Gemeinderates von Niederurnen, ab 1959 als dessen Präsident. 1953 wurde er in den Glarner Landrat gewählt. Er wurde Präsident der Konservativ-Christlichsozialen Volkspartei (später CVP) des Kantons Glarus. 1966 wurde er in den Regierungsrat gewählt, wo er der Direktion des Inneren, ab 1974 der Finanzdirektion vorstand. 1971 wurde er zudem Landesstatthalter (Regierungs-Vizepräsident), und von 1973 bis 1978 war er Landammann (Regierungspräsident). Von 1971 bis 1977 amtete er zudem als Präsident der Kommission für die Totalrevision der Kantonsverfassung. 1978 wurde er in den Ständerat gewählt. Dort war er Mitglied des Ratsbüros, der Geschäftsprüfungskommission, der Finanzdelegation sowie der Kommissionen für Aussenwirtschaft, für Verkehr, für Steuerharmonisierung und für die Bundesfinanzreform. Er war Präsident der CVP-Ständeratsgruppe. 1986 trat er als Regierungsrat, 1990 als Ständerat zurück. Meier war auch Verwaltungsratsmitglied der Eternit Schweiz AG.
Meier-Ott war seit 1949 mit Anna Louise Ott verheiratet.